# Deniang
Deniang is een bestuurslaag in het regentschap Bangka van de provincie Bangka-Belitung, Indonesië. Deniang telt 2408 inwoners (volkstelling 2010).